# Yang Aihua
Yang Aihua (杨爱华S, Yáng ÀihuáP; 1977) è un'ex nuotatrice cinese.

## Carriera
Specializzata nello stile libero, vinse due medaglie d'oro ai campionati mondiali vinte a Roma nel 1994. Ma nel novembre dello stesso anno fu trovata positiva a un controllo antidoping, venendo quindi squalificata per due anni.

## Palmarès
- Mondiali:

Roma 1994: oro nei 400m stile libero e nella staffetta 4x200m stile libero.